# Ghatghat
Le sultanat du Ghatghat était un État souverain de la péninsule Arabique, à 50 km au sud-ouest de Riyad, qui, sous le sultan Ibn Bikhad (ou sultan ibn Bijad) en 1920 s'allia aux wahhabites du Nejd, dont il devint un vassal. Les armées du Ghatghat combattirent aux côtés de celles du Nejd quand celui-ci envahit le Hedjaz en 1924.
Pour donner une certaine discipline à des Bédouins n'ayant pas le sens de la nation, Ibn Séoud souhaita canaliser la foi musulmane au service du royaume qu'il souhaitait édifier. À cette fin, il dépêcha des « missionnaires » dans le désert pour prêcher la vérité et exposer les dangers de l'hérésie. À partir de 1912, il regroupa les « frères » convertis, les Ikhwans, dans des colonies afin de les faire cultiver la terre et s'entraîner au maniement des armes en vue de combats contre les infidèles. « Plus de cent colonies agricoles, dont Ghatghat, al-Raouda Arwah, Dahina, Banwan, Fotaim, surgirent ainsi en différents points du pays, abritant près de 50 000 hommes entraînés au combat et prêts à intervenir à la moindre alerte.Des huttes de boue avec des feuilles de palmier séchées en guise de toit remplacèrent les tentes noires des Bédouins. Chaque colonie comprenait d'anciens nomades devenus fermiers, des missionnaires et des commerçants. Tous savaient se battre. Ce corps d'élite allait être le fer de lance de l'armée séoudienne. » (Fernand J. Tomiche, L'Arabie saoudite, PUF, coll. Que sais-je ?, 3e édition mise à jour, 4e trimestre 1979).
À la conférence de Riyad [date à préciser, sans doute en 1926], Ibn Séoud convoqua les chefs religieux et militaires du Nejd,espérant désarmer les Ikhwans les plus rigoristes qui lui reprochaient une attitude trop tolérante à l'égard des étrangers et des « impurs », Musulmans non réformés et infidèles. « Il manœuvra de telle façon que l'assemblée discuta surtout de la compatibilité du téléphone avec les prescriptions religieuses. Finalement, il fut admis que l'usage du téléphone n'était pas contraire aux principes wahhabites. Plus tard, une décision analogue devait être adoptée pour la radio. Moins heureux, le gramophone et le cinéma demeurèrent interdits jusqu'au début des années 1970. La conférence de Riyad, cependant, n'avait pas désarmé l'opposition. » (Fernand J. Tomiche, L'Arabie saoudite, PUF, coll. Que sais-je ?, 3e édition mise à jour, 4e trimestre 1979).
La signature d'un traité entre la Grande-Bretagne et le Hedjaz, le Nejd et ses dépendances (27 mai 1927) donnait de nouveaux arguments aux opposants d'Ibn Séoud, qui y virent une trahison. 
« Les deux principaux chefs ikhwans dont Sultan ibn Bijad, chef de la colonie de Ghatghat, se lançaient donc au nom de la morale et de la religion dans une rébellion ouverte. Pendant près de dix-huit mois, ils allaient tenir tête à leur souverain. Plusieurs escarmouches eurent lieu au cours de 1928 mais la bataille décisive fut livrée au printemps de 1929. Ibn Séoud avec des forces numériquement très supérieures écrasa les Ikhwans, unités d'élite qui lui avaient valu ses plus beaux succès. Les deux chefs mutins furent enfermés dans la prison de Riyad et la colonie de Ghatghat rasée au sol. » (Fernand J. Tomiche, L'Arabie saoudite, PUF, coll. Que sais-je ?, 3e édition mise à jour, 4e trimestre 1979).
D'autres petits États arabes traditionnels, pour la plupart des émirats correspondant à des oasis (Murrah, Kasim, Burayda, Unayza, Utayba, Mutayr, Khurma, Djaouf), s'étaient précédemment alliés aux wahhabites et avaient petit à petit été intégrés dans l'émirat du Nejd, qui devint après l'annexion de la province ottomane de Hasa et de divers autres États (Hail, Hedjaz, Asir, Najran) un sultanat, un royaume et enfin le royaume d'Arabie saoudite. 